# خلیج گدانسک

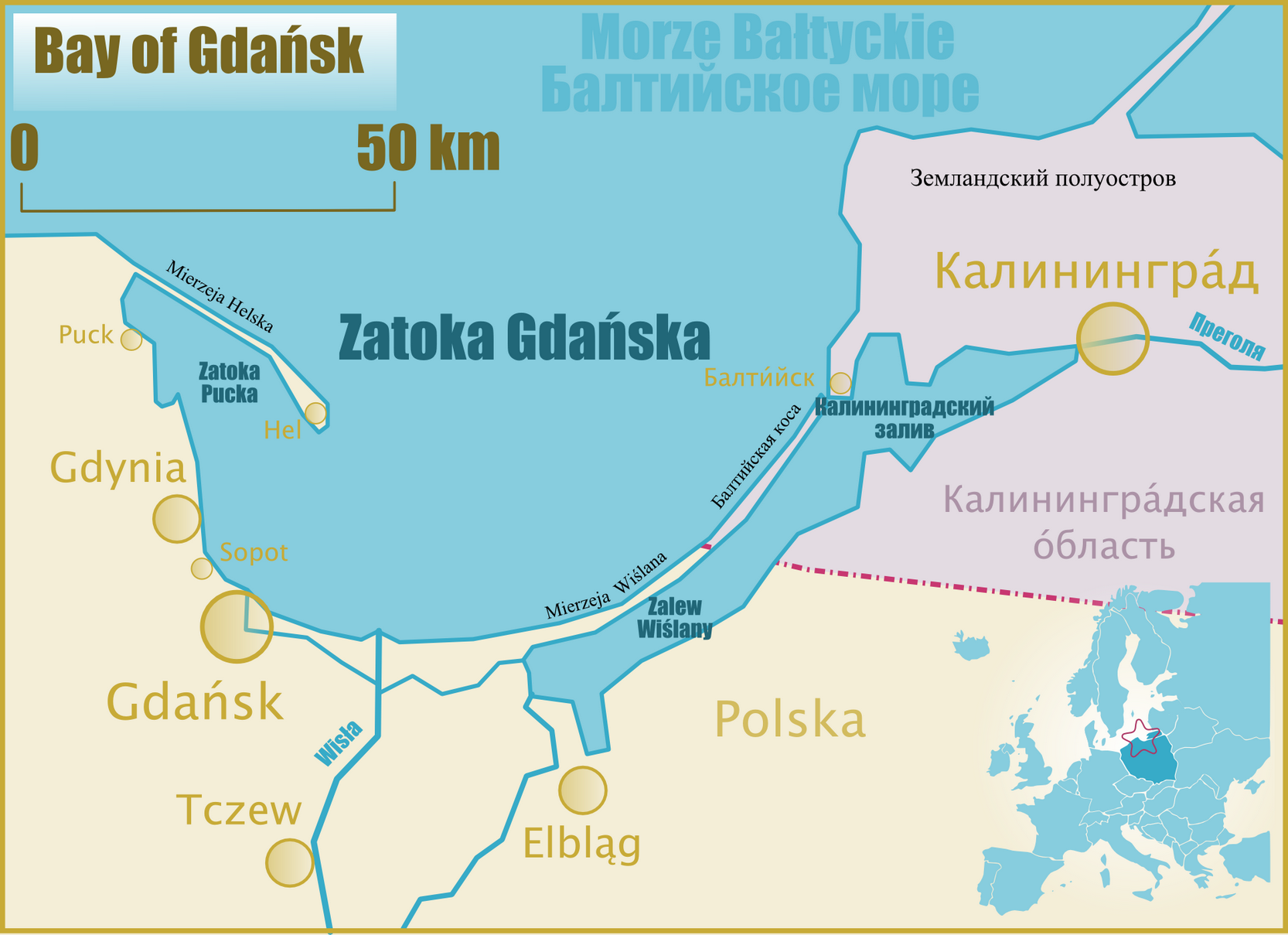
خلیج گدانسک

خلیج گدانسک (لهستانی: Zatoka Gdańska) خلیجی در جنوب شرقی دریای بالتیک است.علت نام‌گذاری این خلیج به این نام، مجاورت آن با شهر گدانسک در لهستان است.
حداکثر عمق این خلیج ۱۲۰ متر است و آب آن ۰٬۷ درصد شوری دارد.
شهرهای گدانسک، گدنیا، پوتسک، سوپوت، هل، کالینینگراد و بالتییسک در منطقه ساحلی این خلیج قرار گرفته‌اند.هم‌چنین رودهای ویستولا و پرگولیا از این خلیج می‌گذرند.
در روزهای نخست جنگ جهانی دوم، نبردی دریایی در ساحل این خلیج رخ داد که به نبرد خلیج گدانسک معروف است.